# Тарба, Темур Тугович
Тему́р Ту́гович Та́рба (1890, Дурипш, Кавказская администрация — 3 мая 1978, Дурипш, Абхазская АССР) — звеньевой колхоза имени Берия Гудаутского района Абхазской АССР, Грузинская ССР. Герой Социалистического Труда (21.02.1948).

## Биография
Родился в 1890 году в селе Дурипш Сухумского округа Кутаисской губернии (ныне — Гудаутский район, Абхазия). Абхаз.
С ранних лет приобщился к крестьянскому труду. С началом коллективизации одним из первых среди односельчан Дурипша вступил в колхоз. Некоторое время работал помощником председателя правления колхоза имени Берия Гудаутского района Абхазской АССР.
С 1939 года Темур Тугович трудился звеньевым полеводческого звена, которое по итогам работы в 1947 году получило урожай кукурузы 112,6 центнера с гектара на площади 3 гектара, приблизившись к мировому рекорду*. Это был самый высокий показатель среди кукурузоводов Абхазии, в том числе двоих звеньевых колхоза имени Берия Гудаутского района — его однофамильцев, получивших не более 80 центнеров с гектара. Эти трудовые достижения также стали одними из самых высоких показателей среди кукурузоводов Грузинской ССР в 1947 году (самые высокие были у звена Джиги Бутбая — 136,2 центнера с гектара, Гадзы Гогохия — 117,3 центнера с гектара, Чичико Гогохия — 112,9 центнера с гектара и почти в два раза превысили показатели лауреата Сталинской премии Чоколи Квачахия).
Указом Президиума Верховного Совета СССР от 21 февраля 1948 года за получение высоких урожаев кукурузы и пшеницы в 1947 году Тарба Темуру Туговичу присвоено звание Героя Социалистического Труда с вручением ордена Ленина и золотой медали «Серп и Молот».
Этим же Указом званием Героя Социалистического Труда были награждены труженики колхоза имени Берия бригадир Аилин Дугович Тарба, звеньевые Мурад Джисипович Тарба и Хошид Дугович Тарба.
Продолжал трудиться в родном колхозе (в 1953 году переименован в колхоз «Дурипш»), возглавляемом председателем Григорием Шаговичем Ардзинба, до выхода на пенсию в 1963 году.
Неоднократный участник Выставки достижений народного хозяйства (ВДНХ).
Персональный пенсионер союзного значения, жил в родном селе Дурипш, являлся членом совета старейшин и участником ансамбля долгожителей «Нартал». В мае 1963 года Темур Тарба присутствовал на встрече при посещении села руководителями двух государств Н. С. Хрущёвым и Ф. Кастро.
Скончался 3 мая 1978 года. Похоронен в родном селе Дурипш Гудаутский район Абхазия.

## Награды
- Золотая медаль «Серп и Молот» (21.02.1948, медаль № 3545)
- орден Ленина (21.02.1948, № 102756)
- Медаль «За трудовую доблесть»
- Медаль «В ознаменование 100-летия со дня рождения Владимира Ильича Ленина»
- Медаль «За доблестный труд в Великой Отечественной войне 1941—1945 гг.»
- Медаль «Ветеран труда»
- медали ВДНХ